# Michael Martin
Michael Lou Martin (Cincinnati, 3 de febrero de 1932-Boston, 27 de mayo de 2015) fue un filósofo y profesor emérito de la Universidad de Boston. Obtuvo su doctorado en la Universidad de Harvard en 1962.
Se especializó en filosofía de la religión, aunque también trabajó en filosofía de la ciencia, derecho y ciencias sociales. Fue autor y editor de varios libros, incluyendo El ateísmo: una justificación filosófica (1989), El caso contra el cristianismo (1991), Ateísmo, moralidad y significado (2002), La imposibilidad de Dios (2003), y La improbabilidad de Dios (2006). Fue miembro del consejo editorial de la revista de filosofía, Philo.

## Libros publicados
- Probability, Confirmation and Simplicity (New York: Odyssey Press, 1966) avec M. Foster
- Concepts of Science Education: A Philosophical Analysis (Chicago: Scott-Foresman, 1972) (ISBN 0-8191-4479-7)
- Social Science and Philosophical Analysis: Essays on The Philosophy of The Social Sciences (Washington, D.C.: University Press of America, 1978)
- The Legal Philosophy of H.L.A. Hart: A Critical Appraisal (Philadelphia: Temple University Press, 1987) (ISBN 0-87722-471-4)
- Atheism: A Philosophical Justification (Philadelphia: Temple University Press, 1989, republié en 1992) (ISBN 0-87722-943-0)
- The Case Against Christianity (Philadelphia: Temple University Press, 1991) (ISBN 1-56639-081-8)
- Readings in the Philosophy of Social Science (Cambridge: The MIT Press, 1994) avec L. McIntyre; (ISBN 0-262-13296-6)
- The Big Domino in The Sky and Other Atheistic Tales (Buffalo: Prometheus Books, 1996) (ISBN 1-57392-111-4)
- Legal Realism: American and Scandinavian (New York: Peter Lang, 1997) (ISBN 0820434620)
- Atheism, Morality, and Meaning (Amherst, NY: Prometheus, 2002) (ISBN 1-57392-987-5)
- The Impossibility of God (Amherst, NY: Prometheus, 2003) avec R. Monnier; (ISBN 1-59102-120-0)
- The Improbability of God (Amherst, NY: Prometheus, 2006) avec R. Monnier; (ISBN 1-59102-381-5)
- Alegato contra el cristianismo. (Pamplona: Laetoli, 2007) (ISBN 978-84-935-6610-4)
- Introducción al ateísmo. Editor. (Madrid: Ediciones Akal, 2010) (ISBN 978-84-460-2759-1)